# هولشتنیندورف
هولشتنیندورف (به آلمانی: Holstenniendorf) یک شهر در آلمان است که در اشتاینبورگ واقع شده‌است.
 هولشتنیندورف  ۴۰۹ نفر جمعیت دارد.